# Jessie Flower

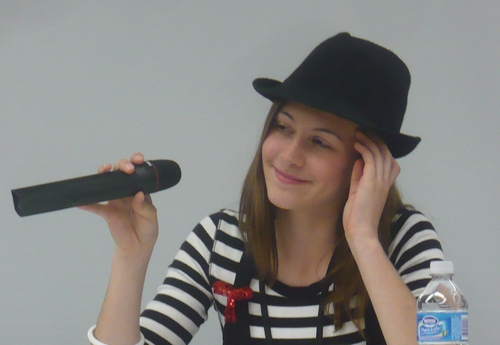
Jessie Flower (2009)

Jessie Flower (* 18. August 1994 in Southern Indiana, Indiana) ist der Künstlername von Michaela Jill Murphy. Sie ist eine US-amerikanische Synchronsprecherin. Ihre bekannteste Rolle ist Toph Beifong aus der Zeichentrickserie Avatar – Der Herr der Elemente.

## Leben
Flower zog im Alter von vier Jahren nach Los Angeles, wo sie bei ihrer Mutter lebte. Sie synchronisierte Toph Beifong aus der Fernsehserie Avatar – Der Herr der Elemente, den jüngeren Franny aus den computeranimierten Film Triff die Robinsons und Chaca aus der Serie Kuzco’s Königsklasse. Sie hatte auch Auftritte in der Werbung. Sie ist z. B. in einem Werbespot von Barbie zu sehen.

## Synchronisation (Auswahl)
- 2005–2008: Avatar – Der Herr der Elemente (37 Episoden)
- 2006–2008: Kuzco’s Königsklasse (sieben Episoden)
- 2014: Die Legende von Korra (eine Episode)